# بيرشتا

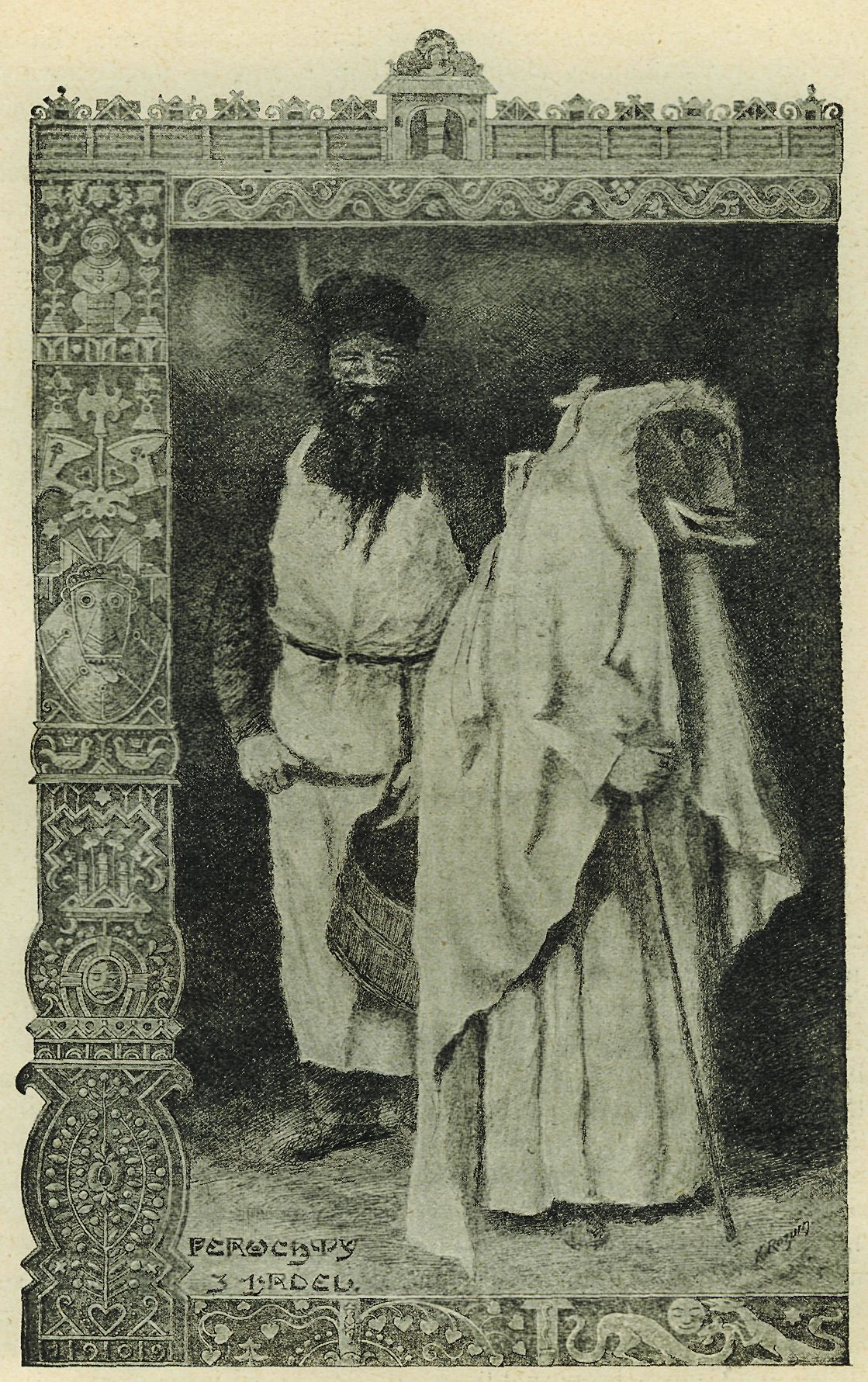
بيرويهتي في مملكة بوهيميا عام 1910

بيرشتا (تكتب: Perchta أو Berchta أو Percht، وبالإنجليزية: Bertha)، وغيرها من الاختلافات، وكانت تعرف في السابق بأنها آلهة في الوثنية الألبية في المناطق الألمانية العليا والنمساوية في جبال الألب. قد يعني اسمها «الساطع» (وجاءت في اللغة الألمانية العليا القديمة: beraht أو bereht، وباللغة الجرمانية البدائية: brehtaz) وربما ترتبط باسم Berchtentag، والتي تعني عيد الظهور الإلهي أو عيد الغطاس. يقدم يوجين موخ مصطلحًا اشتقاقيًا بديلًا، حيث ينسب أصل الاسم Perchta إلى المثل الألماني في اللغة العليا القديمة pergan، بمعنى (مخفي) أو (مغطى).
قد تُعرف بيرشتا في كثير من الأحيان بأنها نابعة من الآلهة الجرمانية نفسها مثل هولدا وغيرها من الشخصيات النسائية في الفولكلور الألماني (انظر فريجا فريج). ووفقًا لما ذكره جاكوب غريم ولوتي موتز، فإن بيرشتا هو ابن عم هولدا الجنوبي أو ما يعادله، إذ يتقاسم كلاهما دور (الوصي على الوحوش) ويظهران خلال أيام عيد الميلاد الإثني عشر، عندما كانا يشرفان على الغزل (غزل الصوف أو القطن).
ويقول غريم إن بيرشتا أو برشتا معروفان (بالتحديد في مناطق ألمانيا العليا حيث يقف الإله هولدا، في شوابيا والألزاس وسويسرا وبافاريا والنمسا).
ووفقًا لإيريكا تيم، فإن بيرشتا نشأت من اندماج التقاليد الألمانية وما قبل الألمانية وربما تقاليد كلتية، في مناطق الألب بعد فترة الهجرة في أوائل العصور الوسطى.

## أسماء بيرشتا
كان لبيرشتا أسماء مختلفة كثيرة تبعًا للعصر والمنطقة: أدرج غريم اسمي بيراهتا وبيرشيت كأسماء رئيسية (في العنوان)، ثم يليه اسم برشتا في اللغة الألمانية العليا القديمة، وكذلك بهرتا وفراو برشتا. وفي مناطق بادن وسوابيا وسويسرا والمناطق السلوفينية، كانت تسمى في كثير من الأحيان فراو فاست (وتعني سيدة أيام الصوم والصلاة) أو بيهتا أو كفاتيرنيكا في اللغة السلوفينية. وفي مكان آخر كانت تعرف باسم بوستيرلي وكواتيمبرسا أو فرونفاستينفايبر.
ربما كان لأم إمبراطور الفرنجة شارلمان تأثير ذو صلة، وإن كان غير مقصود، كما فعلت ملكة فيسيغوت برونهيلدا بمفردها في فولكلور القرون الوسطى، ويقال إن بيرثا أو برثرادا كانت طويلة وأقدامها عريضة، في الواقع أطول من زوجها الذي كان يدعى بالضبط (بيبين القصير)، وقد يكون السبب وراء توريث شارلمان طوله غير العادي.
وفي جنوب النمسا، في كارينثيا بين السلوفينيين، عرف شكل من أشكال البيرشتا الذكور باسم كوانتيمبرمان، بالألمانية، أو كفاترنيك بالسلوفينية (والتي تعني رجل أيام الصوم والصلاة الأربعة). فكّر غريم أنّ نظيرها الذكريّ أو ما يساويها يدعى بيرشتولد.
ومن بين الاختلافات الإقليمية في الاسم: بيريغ، وبرشتلمودا وبرهتا بابا وزلونا بيهتا وبشترابابا وسامبا وستمبا ولوتزل وزامربين وبودلفراو وزامبرموتاوا وراويب.

## الوصف
إن لبيرشتا شكلان في بعض الأوصاف: فقد تبدو جميلة وبيضاء مثل الثلج مثل اسمها، أو كهلة وهزيلة.
وفي العديد من الأوصاف القديمة، كان لبيرشتا قدم كبيرة واحدة، تسمى أحيانًا قدم الإوزة أو قدم البجعة. اعتقد غريم أن القدم الغريبة ترمز لوجود قوة عليا يمكنها تحويل الشكل إلى شكل حيوان. ولاحظ أن بيرثا مع قدمها الغريبة موجودة في العديد من اللغات (في الألمانية الوسطى بيرهت ميت فوزي، وفي الفرنسية بيرذ أو جراند بييد، وفي اللاتينية برهتا ماجنو فيرد، وفي الإيطالية بيرتا داي غران بيي، وهو عنوان لقصيدة ملحمية من العصور الوسطى للمنطقة الإيطالية): «ومن الواضح أنها قدم البجعة العذراء التي لا تستطيع التنحي جانبًا كعلامة على طبيعتها العليا... وفي الوقت نفسه كانت قدم المرأة الغزّالة تعمل على دواسة المغزلة».
في منطقة تيرول شمال النمسا تظهر بيرشتا مثل سيدة صغيرة مسنة مع وجه مجعد جدًا والعيون مشرقة نابضة بالحياة وأنف طويلة معقوفة وذات شعر أشعث وملابسها رثة وممزقة.

## روايات تقليدية
في البداية، كانت بيرشتا نسخة من المحرمات الثقافية، مثل حظر الغزل في العطلات. وقد قيل في الفولكلور في بافاريا والنمسا أن بيرشتا تجوب الريف في منتصف الشتاء، وتدخل المنازل خلال اثني عشر يومًا بين عيد الميلاد وعيد الغطاس (خاصة في الليلة الثانية عشرة). وقيل إنها تعرف ما إذا كان الأطفال والخدم الصغار في الأسرة المعيشية قد تصرفوا جيدًا وعملوا بجد طوال العام.
إذا فعلوا ذلك، فقد يجدون عملة فضية صغيرة في اليوم التالي، في حذاء أو دلو. أما إذا لم يكونوا قد قاموا بذلك، فإنها ستشق بطونهم وتزيل معدتهم وأمعائهم وتحشو الحفرة بالقش والحصى. وتعرب عن قلقها خصوصًا إذا ما كانت الفتيات قد نسجن كامل الحصة المخصصة لهن من الكتان أو الصوف خلال السنة. كما أنها ستفتح بطون البشر وتملأها بالقش إذا كانوا قد أكلوا شيئًا في يوم عيدها، غير وجبة السمك التقليدية والحساء.
أما طقس بيرشتا الديني، التي ترك أتباعها بموجبها الطعام والشراب لفرو بيرخت وأتباعها على أمل الحصول على الثروة والوفرة، فقد أدينت في بافاريا في الإفقار الموسوعي (عام 1468) ومن قبل توماس إيندورفر فون هازيلباخ في الوصايا العشر (عام 1439).
وفي وقت لاحق، وصفت الوثائق القانونية والكنسية بيريشتا بأنها مرادفة لغرائز نسائية بارزة أخرى: هولدا وديانا وهيرودياس وريشيلا وأبونديا.

## الكائنات ذات الصلة

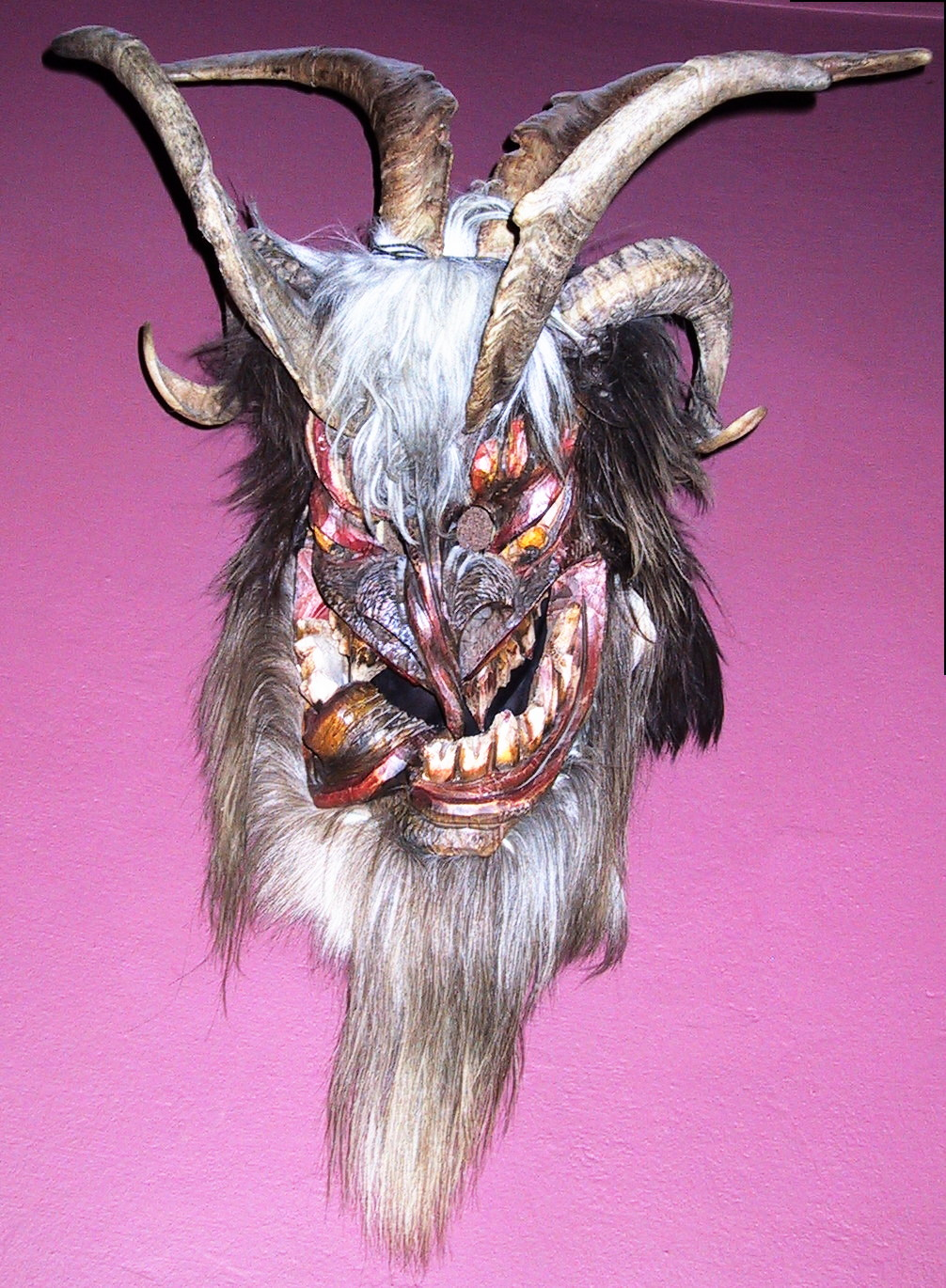
قناع بيرشتن (Perchten)

اعتقد غريم أن هولدا هي نظيرتها بينما قد تستمد وييس فرون (والتي تعني المرأة البيضاء في اللغة الألمانية القديمة) مباشرة من برشتا في شكلها الأبيض.
كلمة بيرشتن هي الجمع لبيرشتا، وهذا أصبح اسم حاشية لها، فضلًا عن اسم أقنعة الحيوانات التي ترتدى في الاستعراضات والمهرجانات في المناطق الجبلية من النمسا. اتخذ بيرشتن شكلين في القرن السادس عشر: بعضها جميل ومشرق، ويعرف باسم شيونبريشتن (بريشتن الجميل). وهي تأتي خلال الليالي الإثني عشر وفي مهرجانات جلب الحظ والثروة للناس. والشكل الآخر هو شياتشبرشتن (بريشتن القبيح) الذين لديهم مخالب وأنياب وذيول الحصان التي تستخدم لطرد الشياطين وأشباح. وارتدى رجال ملابس البيرتشتن القبيحة أثناء القرن السادس عشر وكانوا يذهبون من منزل إلى منزل ليخرجون الأرواح الشريرة.
في بعض الأحيان، ينظر إلى دير تيفيل على أنه البيرشت الأكثر قبحًا (شياتش (وإلى فراو بيرشتا على أنها البيرشت الأكثر جمالًا (شيون).
وفي إيطاليا، تتعادل بيرشتا تقريبًا مع لا بيفانا، التي تزور كل أطفال إيطاليا في الليلة قبل 6 يناير لملء جواربهم بالحلوى إذا كانوا جيدين أو بكتلة من الفحم إذا كانوا سيئين.